# Memín Hernández
Nerio Antonio Hernández, conocido artísticamente como Memín Hernández, nació el 1 de septiembre de 1953 en el estado Zulia, Venezuela, y falleció el 2 de febrero de 2018 en Barquisimeto. Memín se destacó como un talentoso cantante y compositor, dejando una huella imborrable en la música tropical venezolana, especialmente en el género conocido como raspacanilla.
La raspacanilla es un estilo musical que fusiona ritmos tradicionales con influencias contemporáneas, caracterizado por su energía contagiosa y su capacidad para hacer vibrar a las multitudes en fiestas y celebraciones. A lo largo de su carrera, Memín Hernández se convirtió en un referente de este género, logrando cautivar a los oyentes con sus letras pegajosas y melodías alegres que reflejaban la cultura y el espíritu del pueblo venezolano.
Memín no solo fue un intérprete, sino también un compositor prolífico que plasmó en sus canciones las vivencias, anhelos y la cotidianidad de la gente. Su música resonaba con la autenticidad de la vida en Venezuela, abordando temas como el amor, la alegría y las tradiciones locales. A través de su arte, Memín Hernández promovió una filosofía de celebración y unión, utilizando la música como un medio para conectar a las personas y compartir momentos de felicidad.
A lo largo de su trayectoria, Memín Hernández se presentó en numerosos escenarios, ganando el cariño del público y el respeto de sus colegas. Su legado perdura, no solo por su música, sino también por la pasión y dedicación que mostró en cada uno de sus proyectos. Su vida y obra continúan inspirando a nuevas generaciones de artistas y amantes de la música, reafirmando la importancia de la cultura musical en la identidad venezolana. Su contribución a la raspacanilla y a la música tropical en general es un testimonio de la riqueza cultural de Venezuela y de cómo el arte puede servir como vehículo de expresión y transformación social.

## Trayectoria artística
A los 21 años participó en distintas agrupaciones juveniles de canto, y también se presentó en la estación de Radio Mundial Zulia 1070 AM. Ya con 37 años, Alberto Castro le brindó una oportunidad de realizar un programa de radio, donde trabajó componiendo anuncios para Canal 11 (Zulia) alcanzando de esta manera la popularidad.
Es reconocido por temas tan famosos como "Por retenerte" popularizada por Odilio González y compuesta por Luz Celenia Tirado, o "El Apache" de Julio Jaramillo.
Falleció el viernes 2 de febrero de 2018 a la edad de 64 años, en el Hospital Dr. Pastor Oropeza Riera de la ciudad de Barquisimeto a la 1:00 PM. tras un infarto agudo de miocardio.